# Atletismo nos Jogos Pan-Americanos de 2023 - Arremesso de peso masculino
A competição de arremesso de peso masculino do atletismo nos Jogos Pan-Americanos de 2023 foi disputada em 3 de novembro no Parque Deportivo Estadio Nacional, em Santiago, no Chile. No total, competiram 13 atletas de 8 Comitês Olímpicos Nacionais (CON).

## Calendário
Horário local (UTC-4).
| Data          | Horário | Fase  |
| ------------- | ------- | ----- |
| 3 de novembro | 17:27   | Final |

## Medalhistas
| Ouro   | BRA Darlan Romani |
| Prata  | MEX Uziel Muñoz   |
| Bronze | USA Jordan Geist  |

## Recordes
Antes desta competição, os recordes mundiais e dos Jogos Pan-Americanos da prova eram os seguintes:
| Tipo                             | Atleta        | Marca   | Local  | Data                |
| -------------------------------- | ------------- | ------- | ------ | ------------------- |
|                                  | Ryan Crouser  | 23,37 m | Eugene | 18 de junho de 2021 |
| Recorde dos Jogos Pan-Americanos | Darlan Romani | 22,07 m | Lima   | 7 de agosto de 2019 |

## Resultados

### Final
Estes foram os resultados:
| Pos. | Atleta            | Nacionalidade                | #1    | #2    | #3    | #4    | #5    | #6    | Resultado | Notas |
| ---- | ----------------- | ---------------------------- | ----- | ----- | ----- | ----- | ----- | ----- | --------- | ----- |
| 01 ! | Darlan Romani     | BRA Brasil                   | x     | 20.33 | 20.86 | 20.98 | 21.36 | 21.02 | 21.36     |       |
| 02 ! | Uziel Muñoz       | MEX México                   | 20.33 | 20.60 | 21.15 | 20.91 | x     | 20.48 | 21.15     |       |
| 03 ! | Jordan Geist      | USA Estados Unidos           | 20.17 | 20.02 | 20.30 | 20.53 | 19.98 | 20.34 | 20.53     |       |
| 4    | Roger Steen       | USA Estados Unidos           | 20.47 | 19.95 | 20.51 | 20.35 | x     | 20.19 | 20.51     |       |
| 5    | Welington Silva   | BRA Brasil                   | 19.53 | 20.26 | 19.83 | x     | 19.68 | 19.88 | 20.26     |       |
| 6    | Nazareno Sasia    | ARG Argentina                | 18.97 | 19.67 | 19.66 | x     | 19.61 | 19.69 | 19.69     |       |
| 7    | Juan Carballo     | ARG Argentina                | 19.24 | 18.85 | 18.74 | 18.52 | x     | 19.62 | 19.62     |       |
| 8    | Rajindra Campbell | JAM Jamaica                  | 19.27 | x     | x     | x     | x     | x     | 19.27     |       |
| 9    | O'dayne Richards  | JAM Jamaica                  | 18.30 | 18.37 | 18.00 |       |       |       | 18.37     |       |
| 10   | Zachary Short     | HON Honduras                 | 17.81 | x     | x     |       |       |       | 17.81     |       |
| 11   | Eldred Henry      | IVB Ilhas Virgens Britânicas | x     | 16.98 | x     |       |       |       | 16.98     |       |
| 12   | Matías Puschel    | CHI Chile                    | 16.20 | x     | 16.07 |       |       |       | 16.20     |       |
| –    | Djimon Gumbs      | IVB Ilhas Virgens Britânicas | x     | x     | x     |       |       |       | NM        |       |

Legenda
| Recorde mundial                  | Recorde mundial (World record)               |                       | Recorde africano                      | Recorde africano (African) |                                           | Q | Classificado por posição (Qualified) |
| Recorde dos Jogos Pan-Americanos | Recorde pan-americano (Pan-American record)  | Recorde da América    | Recorde da América (Americas)         | q                          | Classificado por melhor tempo (Qualified) |   |                                      |
| Melhor marca do ano              | Melhor marca do ano (World leading)          | Recorde asiático      | Recorde asiático (Asian)              | DNS                        | Não largou (Did not start)                |   |                                      |
| Recorde nacional                 | Recorde nacional (National record)           | Recorde europeu       | Recorde europeu (European)            | DNF                        | Não terminou (Did not finish)             |   |                                      |
| Recorde pessoal                  | Recorde pessoal do atleta (Personal best)    | Recorde da Oceania    | Recorde da Oceania (Oceania)          | DSQ / DQ                   | Desclassificado (Disqualified)            |   |                                      |
| Recorde da temporada             | Recorde da temporada do atleta (Season best) | Recorde sul-americano | Recorde sul-americano (South America) | NM                         | Sem marca (No mark)                       |   |                                      |